# Атня (село)
Атня́ (тат. Әтнә) — село в Балтасинском районе Республики Татарстан. Входит в состав Пижмарского сельского поселения.

## География
Село расположено на границе с Кировской областью, в 38 километрах к северу от посёлка городского типа Балтаси. 

## История
В «Списке населенных мест по сведениям 1859—1873 годов», изданном в 1876 году, населённый пункт упомянут как казённая деревня Атня 3-го стана Малмыжского уезда Вятской губернии. Располагалась при безымянном ключе, в 30 верстах от уездного города Малмыжа и в 14 верстах от становой квартиры в казённом селе Цыпья. В деревне, в 35 дворах жили 256 человек (131 мужчина и 125 женщин), была мечеть.
По сведениям переписи 1897 года, в деревне Атня Малмыжского уезда Вятской губернии жили 555 человек (238 мужчин и 317 женщин), все мусульмане.

## Население
| 1795 | 1834 | 1859 | 1897 | 1920 | 1926 | 1970 | 1979 | 1989 | 2000 | 2002 | 2010 | 2015 |
| ---- | ---- | ---- | ---- | ---- | ---- | ---- | ---- | ---- | ---- | ---- | ---- | ---- |
| 99   | 180  | 327  | 555  | 912  | 879  | 307  | 249  | 247  | 297  | 282  | 271  | 276  |

Национальный состав
Согласно результатам переписи 2002 года, в национальной структуре населения села татары составляли 100% из 282 человек.

## Религия
Мечеть (2006 г.).